# Protracheoniscus glaber
Protracheoniscus glaber là một loài chân đều trong họ Trachelipodidae. Loài này được Koch miêu tả khoa học năm 1856.